# Plains Miwok
Plains Miwok. – Grana Miwok Indijanaca, porodica Moquelumnan, na delti rijeka San Joaquin i Cosumnes u Kaliforniji. U prošlosti su bili naseljeni u nekih 15 sela. Danas žive na rezervatima Buena Vista (u okrugu Amador County), na rezervatu Ione (s Northern Sierra Miwokima, Amador County), Jackson (s Northern Sierra isto u Amador County) i Shingle Springs (u okrugu El Dorado County).

## Sela
John Reed Swanton navodi sela:
Sela (sufiks -mni, na kraju imena označava pleme; Lelamni, etc.): 
- Chuyumkatat, na Cosumnes River.
- Hulpu-mni, na istočnoj obali Sacramento River blizu Sacramenta.
- Lel-amni, na Mokelumne River.
- Lulimal, blizu Cosumnes Rivera.
- Mayeman, na Cosumnes River.
- Mokel-umni (Mokel), na Mokelumne River.
- Mokos-umni, na Cosumnes River.
- Ochech-ak, na Jackson Creek.
- Sakayak-umni, na Mokelumne River.
- Sukididi, na Cosumnes River.
- Supu, na Cosumnes River.
- Tukui, na Cosumnes River.
- Umucha, blizu Cosumnes River.
- Yomit, na Cosumnes River.
- Yumhui, nedaleko Cosumnes River.

## Tribeleti (plemenca)
Amuchamne, Anizumne, Chucumne, Chupumne, Cosomne, Gualacomne, Guaypemne, Hulpumne, Junizumne, Lelamne, Locolomne, Lopotsimne, Muquelemne, Musupumne, Newachunme, Noypumne, Ochehamne, Olonapatme, Quenemsia, Sakayakumne, Seguamme, Shalachmushumne, Siusumne, Sotolomne, Tauquimne, Tihuechemne, Tusealemne, Ylamne.